# Hinova
Hinova est une commune roumaine du județ de Mehedinți, dans la région historique de l'Olténie et dans la région de développement du Sud-Ouest.

## Géographie
La commune de Hinova est située dans le centre du județ, sur le plateau de Bălăcița (Podișul Bălăciței), sur la rive gauche du Danube, à 17 km au sud de Drobeta Turnu-Severin, la préfecture du județ. Elle est traversée par la route nationale DN56A qui relie Drobeta Turnu-Severin et Calafat.
La commune est composée des quatre villages suivants (population en 2002) :
- Bistrița (1 345) ;
- Cârjei (39) ;
- Hinova (1 202), siège de la municipalité ;
- Ostrovu Corbului (461).

Malgré son nom, le village d'Ostrovu Corbului n'est plus une île car le bras du Danube qui l'isolait est désormais à sec.

## Histoire
La commune a fait partie du royaume de Roumanie dès sa création en 1878.

## Religions
En 2002, 97,62 % de la population étaient de religion orthodoxe et 1,36 % étaient baptistes.

## Démographie
En 2002, les Roumains représentaient 99,86 % de la population totale. La commune comptait 1 379 ménages et 1 411 logements.
| 2002  | 2007  |
| ----- | ----- |
| 2 865 | 2 795 |

## Économie
L'économie de la commune est basée sur l'agriculture, la pêche et le tourisme.

## Lieux et monuments
- Boucle morte du vieux Danube (Lunea-Dunărea Veche).
- Église St Georges (1892).